# Медвенка (Киреевский район)
Медвенка — деревня в Киреевском районе Тульской области России.
В рамках административно-территориального устройства входит в Дедиловский сельский округ Киреевского района, в рамках организации местного самоуправления входит в сельское поселение Дедиловское.

## География
Расположена в 10 км к северо-востоку от города Киреевска.

## Население
| 2002 | 2010 |
| ---- | ---- |
| 129  | ↗165 |

Население — 165 чел. (2010). 